# Bella Ramsey
Isabella May Ramsey (n. septembrie 2003, Nottingham, Anglia, Regatul Unit) este o actriță engleză. Este cunoscută mai ales pentru rolurile Lyanna Mormont în serialul de televiziune fantezie HBO Urzeala tronurilor (2016-2019) și Ellie în serialul de dramă post-apocaliptic HBO The Last of Us (2023-prezent). Pentru rolul Ellie a primit nominalizări la premiile Emmy și la Globul de Aur.